# گوشا کوتسنکو
گوشا کوتسنکو (روسی: Ю́рий Гео́ргиевич Куце́нко؛ زادهٔ ۲۰ مهٔ ۱۹۶۷) بازیگر، شاعر و خواننده اهل اتحاد جماهیر سوسیالیستی شوروی است. وی از سال ۱۹۹۱ میلادی تاکنون مشغول فعالیت بوده‌است. 
از فیلم‌ها یا برنامه‌های تلویزیونی که وی در آن نقش داشته است می‌توان به سقوط امپراتوری،‌ گامبی ترکی، تاریک‌ترین ساعت و در مورد عشق اشاره کرد.